# Songwang
Songwang (kinesiska: 松旺, 松旺镇) är en köping i Kina. Den ligger i den autonoma regionen Guangxi, i den södra delen av landet, omkring 180 kilometer sydost om regionhuvudstaden Nanning. Antalet invånare är 31234. Befolkningen består av 14 588 kvinnor och 16 646 män. Barn under 15 år utgör 28,0 %, vuxna 15-64 år 62 %, och äldre över 65 år 9,0 %.
Genomsnittlig årsnederbörd är 2 313 millimeter. Den regnigaste månaden är augusti, med i genomsnitt 486 mm nederbörd, och den torraste är februari, med 22 mm nederbörd.